# Los medallistas
Los medallistas es una serie de televisión colombiana de drama y deportes producida por Luis Orjuela, Juan Carlos Vásquez y Mónica Cifuentes, para Caracol Televisión. La serie está basada en hechos reales sobre las vidas de  Óscar Muñoz, Ingrit Valencia y Yuri Alvear, tres atletas que alcanzaron la Gloria Olímpica. La producción de la serie gira en torno a los Juegos Olímpicos de Río de Janeiro 2016. 
Está protagonizada por José Ramón Barreto, Paola Valencia y Mayra Luna, junto a un extenso reparto coral. 
El estreno de la serie estaba previsto en el marco de los Juegos Olímpicos de Tokio 2020, pero debido a la pandemia de COVID-19, fue pospuesto para el 8 de febrero de 2023. Finalizó el 15 de mayo de 2023.

## Sinopsis
En un año en el que el deporte es nuevamente protagonista, presentamos la historia de tres deportistas que, con muchas dificultades, logran prepararse y convertirse en medallistas de los Juegos Olímpicos, cumpliendo los sueños de todo un país.

## Reparto
- José Ramón Barreto como  Óscar Luis Muñoz Oviedo
- Paola Valencia como  Ingrit Lorena Valencia Victoria
- Mayra Luna como Yuri Alvear Orejuela
- Víctor Hugo Trespalacios como Otilio Muñoz
- Jeymmy Paola Vargas como Francy Oviedo
- Indhira Serrano como Gabriela Valencia Victoria
- Julio Pachón como Pastor
- Nancy Murillo como Marina Orejuela
- Leo Sosa Fuentes como Arnoldo Alvear
- Dubán Prado como Norbey Alvear Orejuela
- Diana Herrera como Deisy Muñoz Oviedo
- Felipe Londoño como Wilson Muñoz Oviedo
- Karoll Márquez como Armando Coral
- Omar Murillo como Julio Acosta
- Gary Forero como Saúl Marín
- Álex Adames como Sebastián Franco
- Andrés Felipe Martínez como Rodrigo Vélez
- Walter Luengas como Clemente Medina
- Alexandra Serrano como Sol Beatriz